# Pilone (rugby)

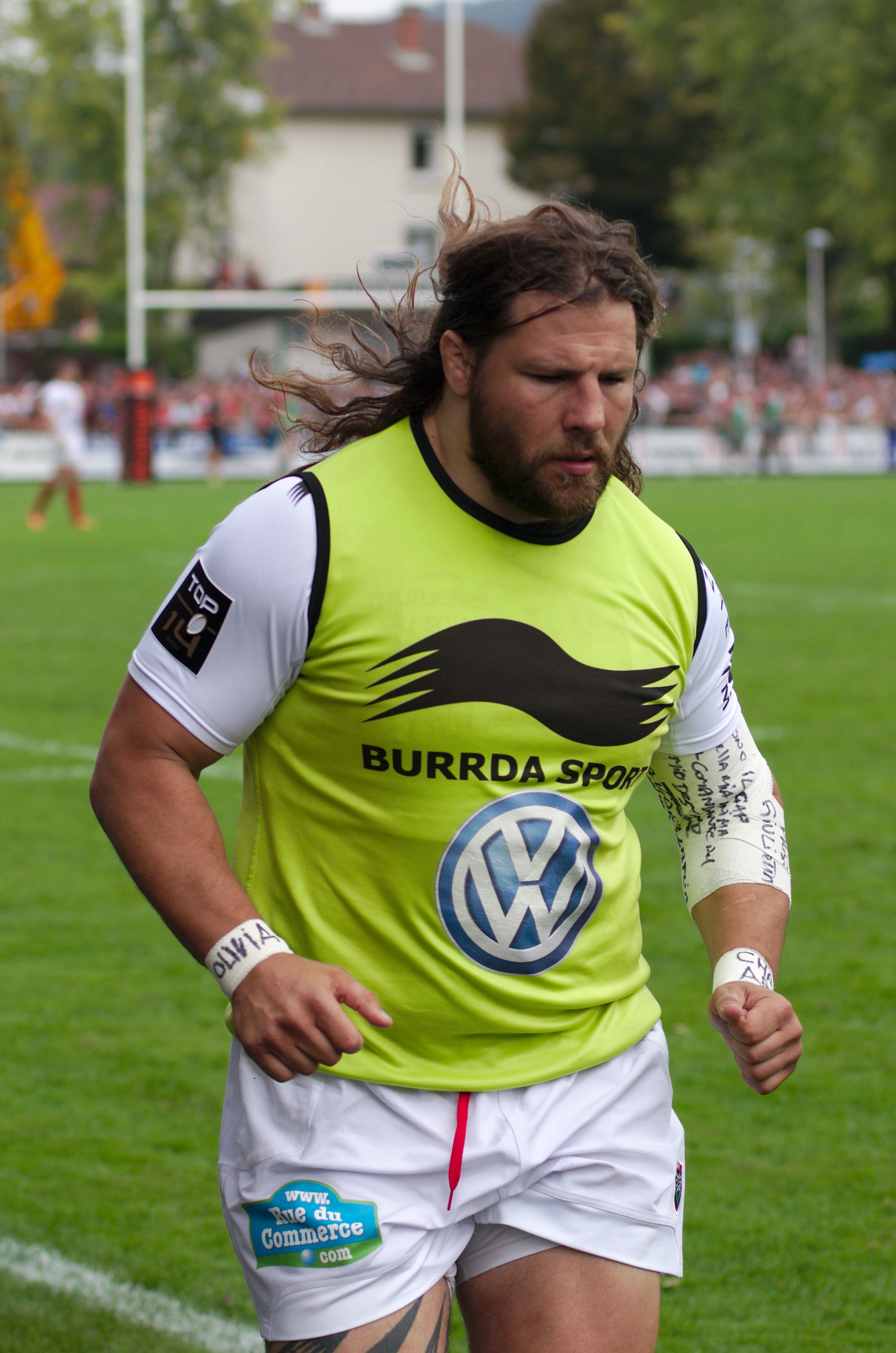
Martín Castrogiovanni ex pilone destro della Nazionale italiana

Il pilone (Prop, in lingua inglese) è un ruolo del rugby. Nella formazione del rugby a 15 sono previsti due piloni (pilone sinistro e pilone destro, rispettivamente con numero di maglia 1 e 3) che, insieme al tallonatore, compongono la prima linea del pacchetto di mischia.
Il compito dei piloni è di sostenere il tallonatore durante la mischia ordinata e di fornire un aiuto dinamico e funzionale ai saltatori nell'azione di touche. Insieme alla seconda linea, i piloni devono assicurare potenza nella spinta durante la mischia ordinata, è questa la  ragione per cui questi giocatori devono essere dotati di notevole forza. Nel gioco aperto i piloni sono spesso chiamati ad effettuare il "lavoro sporco", come recuperare palloni vaganti, pulire il pallone in ruck e maul, percussioni offensive in fasi tipo pick and drive. Secondo le regole di gioco attuali, non sono ammessi in questo ruolo giocatori non specialisti poiché per poter giocare come pilone, così come per giocare come tallonatore, servono particolari capacità per non far crollare la mischia, situazione che può essere molto pericolosa e che può portare anche alla rottura del collo e della colonna vertebrale dei giocatori stessi. Se nella squadra non c'è un numero sufficiente di piloni o tallonatori per sostituire i giocatori infortunati, le mischie ordinate saranno giocate come mischie no-contest in cui il pallone è normalmente, ma non automaticamente, vinto dalla squadra che lo inserisce nella mischia.
Per la formazione della prima linea in mischia, il tallonatore si pone tra i due piloni tenendo le braccia alzate. I due piloni gli si allacciano passandogli un braccio dietro la schiena. A questo punto, il tallonatore abbassa le braccia e si allaccia, a destra e a sinistra, ai due piloni, trovandosi così in posizione che gli permette di sostenersi col solo appoggio delle braccia, in modo da avere libertà di muovere entrambe le gambe nell'operazione di tallonamento (si noti che è però vietato sollevare simultaneamente entrambi i piedi, appendendosi ai due piloni). Per l'incastro delle due prime linee, i giocatori si posizionano in modo da avere ciascuno la testa a sinistra di quella dell'avversario che gli sta di fronte. Il pilone destro viene chiamato tight-head poiché, giocando sul lato destro della mischia ordinata, la sua testa si troverà tra le teste del pilone e del tallonatore avversari. Al contrario il pilone sinistro viene chiamato loose-head poiché la sua testa si troverà all'esterno della testa del pilone destro della squadra avversaria. Apparentemente i due ruoli di pilone possono sembrare simili, ma le capacità tecniche dei due giocatori sono diverse. Jason Leonard fu uno di quei pochi giocatori capaci di giocare sia come pilone destro che come pilone sinistro.
Le regole del gioco impongono a entrambi i piloni di seguire i tre ordini dell'arbitro: "bassi", "lega", in cui dovranno entrare con la testa nella mischia avversaria così da permettersi anche di assumere una posizione corretta per la spinta, e infine "via!", in cui i piloni e il tallonatore iniziano la loro spinta al momento dell'introduzione del pallone. Nonostante il mediano di mischia possa inserire il pallone all'interno della mischia ordinata da entrambi i lati, l'azione compiuta dal lato destro è sconsigliata poiché, così facendo, il tallonatore avversario si troverebbe tra il suo pilone e il suo stesso tallonatore. Quindi le regole impongono implicitamente che il pilone loose-head si schieri sul lato sinistro della mischia.
I piloni sono anche in grado di variare la direzione di spinta della mischia, evitando così alla squadra avversaria di fare girare la mischia e obbligare così una nuova mischia ordinata con l'inserimento del pallone dal lato destro. Ciò deve però essere fatto rispettando le regole, che proibiscono di spingere in direzione laterale, di rifiutare l'ingaggio, di far crollare volontariamente la mischia.
I piloni annoverati nella International Rugby Hall of Fame includono: Wilson Whineray (Nuova Zelanda), Syd Millar (Irlanda e Lions) e Jason Leonard (Inghilterra).